# Kaarnesjoki
Kaarnesjoki is een rivier die stroomt in de Finse gemeente Enontekiö in de regio Lapland. De rivier komt voor op de lijst van rivieren die tot het stroomgebied van de Torne behoren; de lijst is echter van de Zweedse instantie voor waterhuishouding SMHI. De naam van de rivier met een lengte van 46430 meter is echter niet de hoofdnaam van de rivier, want nergens anders wordt melding gemaakt van deze rivier. Het gaat waarschijnlijk om een bijnaam van een deel van de rivier die bij Ylimuonio de Muonio instroomt; de Utkujoki. De rivier wordt wel weer genoemd in een lijst van Finse stroomversnellingen.